# Закиров, Фаррух Каримович
Фарру́х Кари́мович Заки́ров (узб. Farrux Zokirov, Фаррух Зокиров; род. 16 апреля 1946, Ташкент, Узбекская ССР, СССР) — советский и узбекский эстрадный певец, композитор и актёр. Художественный руководитель вокально-инструментального ансамбля «Ялла» (с 1976 года). Народный артист Узбекской ССР (1987), народный артист Казахстана (1995), народный артист Кыргызстана (1995), народный артист Таджикистана (2000), народный артист Азербайджана (2024), народный артист Каракалпакстана (1993), народный артист Ингушетии (2000), народный артист Татарстана (2023). Лауреат Государственной премии Республики Узбекистан в области искусства.
С мая 2002 года по июль 2004 года — заместитель министра культуры Республики Узбекистан, затем — министр.

## Биография
Фаррух Закиров родился 16 апреля 1946 года в столице Узбекской ССР — Ташкенте, в семье профессиональных музыкантов — народного артиста Узбекской ССР Кари́ма Заки́ровича Заки́рова (1912—1978) и певицы Шоисты́ Саидкари́евны Саи́довой (1920—1995). Родители познакомились во время учёбы в оперно-театральной студии Московской государственной консерватории имени П. И. Чайковского, поженились в 1936 году в Москве, где в апреле этого же года родился их первенец (Батыр). Всего в семье родились пятеро сыновей и дочь: Батыр, Луиза, Науфаль, Фаррух, Джамшид, Равшан. Гостеприимный и хлебосольный отчий дом часто посещали ведущие узбекские артисты и певцы того времени, поэтому дети с ранних лет воспитывались в атмосфере вдохновения, творчества и любви к искусству, в которой и сформировалась музыкальная династия Закировых, стоявшая у истоков оперного и эстрадного искусства узбекской республики.
В 1969 году Фаррух Закиров окончил факультет хорового дирижирования Ташкентской государственной консерватории.
В этом же году вместе со своим братом Равшаном вошёл в состав созданного студентами Ташкентского театрально-художественного института (ТТХИ) самодеятельного вокально-инструментального ансамбля (ВИА) «ТТХИ», который с 1970 года стал известен как ВИА «Ялла».
В 1976 году художественным руководителем советского и узбекского вокально-инструментального ансамбля «Ялла» стал Фаррух Закиров, под управлением которого ВИА получил всенародное признание. Ансамбль до сих пор пользуется огромной популярностью и гастролирует во многих странах мира: в России, Казахстане, Грузии, Америке, Израиле и на Украине.
Фаррух Закиров написал музыку к песням «Учкудук» («Три колодца», 1980), ставшей «визитной карточкой» ансамбля, «Лицо возлюбленной», «Родина», «Чайхана», «Ялла», «Песня о Шахрисабзе», «Голубые купола Самарканда» и многим другим, а также — к нескольким фильмам, среди которых «Невеста из Вуадиля», «Проделки Майсары», где он пел в дуэте со своей сестрой Луизой, «Железная женщина», к музыкальному спектаклю «Майсара — суперзвезда».

### Семья Фарруха
Отец — Карим Закирович Закиров (1912—1978), оперный певец (баритон), солист Государственного узбекского театра оперы и балета имени Алишера Навои. Народный артист Узбекской ССР (1939).
Мать — Шоиста́ Саидкари́евна Саи́дова (1920—1995), певица, исполнительница народных песен, солистка Ташкентского музыкального театра драмы и комедии имени Мукими. Была первой исполнительницей роли Лейли в национальной опере «Лейли и Меджнун», написанной Узеиром Гаджибековым.
Брат Батыр Закиров (6 марта 1936 — 8 июня 1986), певец, писатель, поэт, художник и актёр. Народный артист Узбекской ССР (1965). Родоначальник эстрадного искусства в республике.
Племянник Бахтияр Закиров (8 августа 1962 — 12 декабря 2006), заслуженный артист Республики Узбекистан, актёр драматического театра «Ильхом» в Ташкенте, снялся в нескольких художественных фильмах: «Юность гения» (о становлении Хусейна — Ибн-Сины, или Авиценны, — главная роль), «Клиника», «Сахибкирон» («Буюк Амир Темур», или «Великий Амир Темур»).
Племянник Бахадыр Захиров, композитор и клипмейкер.
Сестра Луиза Закирова (род. 7 марта 1937), эстрадная певица. Заслуженная артистка Узбекской ССР (1965). Стояла у истоков современной узбекской эстрады вместе со своим братом Батыром Закировым. В 1954 году, будучи школьницей, дебютировала на эстраде, исполнив индийскую песню «Tu Ganga Ki Mauj» из кинофильма «Байджу Бавра» на правительственном концерте, посвящённом визиту первого премьер-министра Индии Джавахарлала Неру с его дочерью Индирой Ганди в Советский Союз. Живёт в Нью-Йорке (США).
Племянница Наргиз Закирова (род. 6 октября 1970), певица. Дочь Луизы Закировой и Пулата Мордухаева, ударника в ансамбле Батыра Закирова. В 2013 году заняла второе место в российском телевизионном шоу вокалистов «Голос» на «Первом канале».
Брат Науфаль Закиров (1941—1977), оперный и эстрадный певец. Окончил Ташкентскую государственную консерваторию.
Брат Джамшид Закиров (11 июля 1948 — 7 апреля 2012), актёр театра и кино, телеведущий. Заслуженный артист Республики Узбекистан (1995).
Племянник Джавахир Закиров (род. 9 ноября 1972), узбекский киноактёр, клипмейкер и режиссёр.
Племянница Охиста Закирова, искусствовед.
Брат Равшан Закиров, эстрадный певец, был участником Всесоюзного телевизионного музыкального конкурса «Алло, мы ищем таланты!». Победитель музыкального международного фестиваля «Азия дауысы» в Алма-Ате (Казахстан).
Племянник Вагиф Закиров, композитор.

### Личная жизнь
Первая жена — Наргиз Байханова (1949 — 23 апреля 2017), солистка узбекского вокально-инструментального ансамбля «Ялла» (1974—1983).
Сын Саид Закиров. Учился в Англии и США по специальности «международное право». Занимался бизнесом сначала в Узбекистане, в настоящее[какое?] время — в Москве.
Вторая жена (с 1986 года) — Анна (род. 1967), русская. Познакомились в 1986 году.
Приёмный сын — Михаил (род. 1985), сын Анны. Учился в США, подрабатывал в страховой компании, занимается бизнесом в Лос-Анджелесе.

## Фильмография
- «Судьба» («Taqdir»)
- 1984 — Над нами не каплет...

## Почётные звания, награды и премии
Летом 1991 года руководством Узбекской ССР в Москву были поданы документы на оформление Фарруху Закирову почётного звания «Народный артист СССР», однако из-за августовских событий того года этот процесс не получил завершения.
- 1987 — почётное звание «Народный артист Узбекской ССР»
- 1989 — Государственная премия Узбекской ССР имени Хамзы[7]
- 1993 — почётное звание «Народный артист Каракалпакстана»
- 1995:
  - почётное звание «Народный артист Казахстана»
  - почётное звание «Народный артист Кыргызской Республики» — за большие заслуги в области музыкального искусства, укреплении дружбы между кыргызским и узбекским народами[8]
- 1996 — Медаль «Шухрат» — за многолетний плодотворный труд, за вклад в развитие эстрадного искусства республики и активное участие в общественной жизни[9]
- 2000 — почётное звание «Народный артист Таджикистана»
- 2000 — почётное звание «Народный артист Республики Ингушетия»
- 2003 — Орден «Дустлик» — за большие заслуги в повышении интеллектуального потенциала и духовности нашего народа, развитии науки, образования, культуры, литературы, искусства, здравоохранения и достойный вклад в укрепление независимости Родины, сохранение мира и стабильности в стране[10]
- 2017 — лауреат международной премии «За укрепление культурных контактов и духовное сближение народов» в рамках XXI общенациональной программы «Человек года — 2016» (Украина)[11][12].
- 2017 — Орден «Достук» (Кыргызстан) — за большой вклад в укрепление дружбы между народами Кыргызстана и Узбекистана, многолетнюю и плодотворную творческую деятельность[13][14].
- 2018 — Орден «Фидокорона хизматлари учун» — за заслуги в повышении научного, интеллектуального и духовного потенциала нашего народа, развитии сфер образования, культуры, литературы, искусства, здравоохранения, достойный вклад в укрепление независимости Родины, мира и стабильности в стране и многолетнюю плодотворную общественную деятельность[15].
- 2019 — Межгосударственная премия СНГ «Звёзды Содружества»[16].
- 2023 — Орден «Эл-юрт Хурмати» — за яркий талант, высокое профессиональное мастерство, многолетнюю, плодотворную творческую деятельность, большой вклад в развитие узбекского эстрадного искусства, его широкую популяризацию в международном масштабе, укрепление культурных связей, дружбы и согласия между народами, особые заслуги в реализации способностей молодых дарований, воспитании народа, особенно молодёжи в духе любви и преданности Родине, уважения национальных и общечеловеческих ценностей, а также в связи с 50-летием образования ансамбля «Ялла»[17].
- 2023 — Народный артист Республики Татарстан[18].
- 2024 — Народный артист Азербайджана — за заслуги в развитии культурных связей между Азербайджанской Республикой и Республикой Узбекистан[19]
- 2024 — Орден Дружбы (Россия) — за плодотворную деятельность по сближению и взаимообогащению культур России и Узбекистана[20]